# Хунор и Магор
Хунор и Магор (мађ. Hunor és Magor)  су, према мађарској легенди, били преци Хуна и Мађара. Легенда је први пут промовисана у Геста Хунорум ет Хунгарорум, (лат. Gesta Hunnorum et Hungarorum). Циљ легенде у обезбеђивању заједничког порекла за Хуне и Мађаре био је да сугерише историјски континуитет мађарске Краљевине са Хунским царством. Мађари предвођени принцом Арпадом освојили су подручје Карпатског басена 890-их година. Територију је раније у 5. веку држао Атила Хун. Легенда је на тај начин покушала да докаже да су Мађари једноставно повратили своју древну домовину као Атилини потомци. Према Шимону из Кезе, Хунор и Магор су били синови Нимрода, митског дива, којег је делимично поистоветио са Нимродом из Библије (Нојевим праунуком).

## Митологија
Браћа Хунор и Магор су по легенди били преци Хуна и Мађара, према већини мађарских хроничара. Геста Хунорум ет Хунгарорум, аутора Шимона из Кезе, написана 1280-их, садржи прву верзију ове легенде. У другим мађарским хроникама писало је да су браћа били синови Нимрода или Магога, краља Скита. Њихова мајка је била Нимродова жена, Енет, чије име је изведено од мађарске речи за кошуту (стари енеј, сада ине, мађ. − eneγ, ünő)), такође према Симону из Кезе. Историчари Золтан Корде и Ђула Кришто кажу да њено име показује да су Мађари некада сматрали јелена својим тотемистичким претком, али је овај пагански концепт поново протумачен и обновљен након њиховог преласка Мађарс у хришћанство од 11. века.
Хроникон Пиктум чини Хунора и Магора двојицом Јафетових синова, који је био Нојев син у Књизи Постања. Хунор и Магор, ловцима попут њиховог оца. Једном када су били у лову видели су како се њихови потомци умножавају и насељавају оближње земље, оснивајући 108 кланова скитске нације. Од њих су потекли Атила Хун и високи принц Алмош, Арпадов отац.
После мешања језика, див Нимрод је ушао у земљу Хавилу, која се сада зове Персија, и тамо је од своје жене Енет родио два сина, Хунора и Магора. Од њих су водили своје порекло Хуни, односно Мађари. Међутим, чини се да је див Нимрод имао и друге жене осим Енет, од које је родио много синова и кћери осим Хунора и Магора. Ови синови и њихово потомство насељавају земљу Персију и личе на Хуне по стасу и боји, само се мало разликују у говору као Саксонци и Тиринчани. Али пошто су Хунор и Магор били Нимродови прворођени, путовали су одвојено од свог оца у шаторима. Једног дана када су изашли у лов у мочварама Меотиса, једног дана су наишли на јелена у дивљини. Док су ишли у потеру за њим, он је побегло пред њима. Онда им је потпуно нестао из вида, и нису могли да га пронађу колико год дуго да су је тражили. Али док су лутали овим мочварама, видели су да је земља погодна за испашу стоке. Затим су се вратили свом оцу, и након што су добили његову дозволу, узели су сву своју имовину и отишли да живе у мочварама Меотиса. ... Тако су ушли у ритове Меотиса и остали тамо пет година без прекида. Затим су у шестој години изашли, и када су случајно открили да су жене и деца Беларових синова улогоровани у шаторима на усамљеном месту без својих мушкараца, отели су их са свим њиховим стварима што су брже могли у мочваре Меотиса. Међу отетом децом нашле су се и две ћерке Дуле, кнеза Алана. Хунор је једну од њих узео за брак, а Магор другу, и овим женама сви Хуни дугују своје порекло.— Шимон из Кезе: Gesta Hunnorum et Hungarorum

## Утицај
Овај мит су користили и каснији писци, пре свега главни судија и правни саветник Иштван Вербеци, који га је користио да велича мађарско племство у својој веома утицајној збирци мађарског обичајног права у три књиге, Трипартитума (књига завршена 1514, први пут објављена 1517). Према Вербецију, Мађари су, као потомци Хунора и Магора, били скитског порекла и подвргнути скитском закону. „Мађари су своје моралне вредности и обичаје наследили од Скита, који су својевремено победили чак и Дарија и Александра Великог. Њихов прави позив био је рат, који је био једина делатност која је била довољно племенита да им одговара.” Племићи су били слободни и једнаки; сељаци су били потомци оних који су били осуђени због кукавичлука у борби и чија је казна са погубљења замењена губитком друштвеног ранга. Вербоци је тако користио мит о Хунору и Магору да оправда мађарско кметство. Мађарско племство жељно је прихватило Вербецијеве идеје и постале су повеља обичајног права за три наредна века.
Сиромашнији, нижи, племићи (џентрија) посебно су неговали свој „скитски“ идентитет. 
Према Енгелу:
То је учинило племство склоном размишљању у смислу историјских фикција и неговању илузија. Сматрали су да имају право да владају својим поданицима без да испуњавају било какве обавезе. То је такође укључивало екстремно поштовање традиције и родило је оно што би се могло назвати раним обликом национализма. Племићка идеологија је прецењивала све што је било, или се мислило да је древно, и на све што је изгледало чудно или необично гледала је са одбојношћу или чак непријатељством [...] у њима су препознали сопствене врлине. Међу ситним племством идеал борилачке једноставности мора да је постао посебно популаран, јер је од њихове беде и неписмености направио врлину.

### Примарни извори
- Kézai, Simon; Szűcs, Jenő (1999). Simon of Kéza: The Deeds of the Hungarians. Central European University Press. ISBN 963-9116-31-9. (Уредио и превели László Veszprémy и Frank Schaer са студијом од Jenő Szűcs)   .

### Секундарни извори
- Engel, Pál (2001). The Realm of St Stephen: A History of Medieval Hungary, 895–1526. I.B. Tauris Publishers. ISBN 1-86064-061-3.
- Kordé, Zoltán (1994). „Eneth, Hunor és Magyar; Menroth”.  Ур.: Kristó, Gyula; Engel, Pál; Makk, Ferenc. Korai magyar történeti lexikon (9–14. század) [Encyclopedia of the Early Hungarian History (9th–14th centuries)] (на језику: мађарски). Akadémiai Kiadó. стр. 187—188, 275, 451—452. ISBN 963-05-6722-9.
- Kristó, Gyula (1996). Hungarian History in the Ninth Century. Szegedi Középkorász Muhely. ISBN 963-482-113-8.
- Molnár, Miklós (2001). A Concise History of Hungary. Cambridge University Press. ISBN 978-0-521-66736-4.
- Spinei, Victor (2003). The Great Migrations in the East and South East of Europe from the Ninth to the Thirteenth Century (Translated by Dana Badulescu). ISBN 973-85894-5-2.